# Bárbara de Alencar
Bárbara Pereira de Alencar (Senhor Bom Jesus dos Aflitos de Exu, 11 de fevereiro de 1760 — Fronteiras, 18 de agosto de 1832) foi uma comerciante e revolucionária brasileira. Primeira presa política do Brasil, é considerada uma heroína da Revolução Pernambucana e da Confederação do Equador.
Era avó do escritor José de Alencar e Barão Leonel Martiniano de Alencar. Também o escritor Paulo Coelho é seu descendente em sexta geração.

## Biografia
Bárbara Pereira de Alencar nasceu no dia 11 de fevereiro de 1760 em Senhor Bom Jesus dos Aflitos de Exu, sertão de Pernambuco, na Fazenda Caiçara — pertencente ao patriarca da família Alencar, o português Leonel Alencar Rego, seu avô. Adolescente, Bárbara se mudou para a então vila do Crato, no Ceará, casando-se com o comerciante português José Gonçalves do Santos. A heroína republicana era mãe dos também revolucionários José Martiniano Pereira de Alencar e Tristão Gonçalves e avó do escritor José de Alencar, além de quinta avó do escritor Paulo Coelho.
Seu pai, juntamente a outros de seus antecedentes, fundaram a cidade de Exu. Constata-se que é nesse momento que os Alencar começam a fazer fortuna com a criação de gado e o cultivo de algodão e cana-de-açúcar, e, mediante a dinâmica econômica do período, vão estendendo seus domínios por Pernambuco e Ceará, principalmente pelos interiores, e com isso vão ganhando visibilidade, respeito e influência.
Um dos principais relatos que existem em torno da infância de Bárbara de Alencar é que ela foi uma sobrevivente de um ataque de indígenas à casa de sua família, que foi incendiada por eles. Diante de um acontecimento que gerou preocupação devido a sua gravidade, a sobrevivência de Bárbara, mediante sua fuga, promove a percepção sobre a pessoa dela de que desde pequena já tinha em si o ideário de uma mulher forte e resistente. Acerca do início da vida adulta, a partir do texto Independência do Brasil, as mulheres estavam lá, mais especificamente no capítulo dedicado exclusivamente a Bárbara de Alencar e sabemos que ela mais uma vez mostra sua força e opinião ao escolher se casar com um homem de sua preferência, ainda que este não agradasse seus pais, e ainda mais sendo um homem 30 anos mais velho do que ela, ainda mais que, diante de sua afiada opinião e empoderamento, em uma época em que não se promovia o empoderamento feminino, ela não abaixava a cabeça, cabendo-lhe a fama de “mulher - macho”.
Para tal, a fama de uma multifacetada matriarca de Bárbara pode ser relacionada também ao fato de seu comportamento durante seu casamento não ter sido nada daquilo que a sociedade esperava de uma mulher, pois simultaneamente criou seus cinco filhos, cuidou de seu pai doente, enquanto administrava o engenho de cachaça e rapadura da família. Tratando-se de uma comerciante nata, também ingressou no empreendimento de tachos, embora o marido fosse contrário ao seu investimento. Como mencionado anteriormente, Bárbara de Alencar é uma das principais figuras nas lutas em prol da independência do Brasil e é aos 32 anos que ela inicia sua caminhada rumo à participação politicamente ativa. Quem apresenta o mundo dos pensamentos liberais em que promove o contato de Bárbara com nomes como Voltaire, Montesquieu e Rousseau é Manoel de Arruda Câmara.
Em 1809, Bárbara de Alencar ficou viúva assumindo definitivamente o comando da família que na prática já era chefiada por ela, porém por convenções sociais da época até a morte do marido havia o reconhecimento que ele ocupava esse papel. É no ano de 1810 que Bárbara recebe o título de heroína já por sua atuação anti-monarquia mesmo antes da revolução eclodir, quem destina este título a ela é seu amigo e parceiro de revolução, Manoel Arruda de Câmara. É interessante mencionar que os filhos de Bárbara também recebem influência direta dos pensamentos liberais.
O contato com o pensamento liberal é decisivo tanto para Bárbara como para seus filhos, pois desperta dentro destes a consciência da situação submissa a Portugal que o Brasil se encontrava. E também, dava a eles o incentivo de se juntar com outros indivíduos que compartilhavam do mesmo pensamento em prol da libertação do povo da exploração portuguesa, desencadeando posteriormente sua entrada na Revolução Pernambucana e Confederação do Equador, movimentos independentistas que tinham forte cunho liberal.
É em 1817 que a matriarca dos Alencar participa do front de sua primeira revolta armada, A revolução do Crato, que age em parceria com a revolução de 1817, lutando contra a exploradora coroa portuguesa. Em sequência, junto com seus filhos o clã dos Alencar destituem o governo português vigente e colocou em seus cargos aliados da revolução, tudo isto durou oito dias até o governo português reaver o controle da cidade do Crato.
As consequências tanto para Bárbara quanto para seus filhos são cruéis, estes são presos e submetidos à viver em condições insalubres e subumanas. É somente depois de muitas tentativas judiciais, cartas ao rei e até suborno de guardas da prisão, buscando melhores condições na prisão ou até um perdão do rei, que em 1820 eles são libertos. No entanto, a Bárbara de Alencar após prisão não era a mulher altiva de sempre, porém continuou sendo a mesma Bárbara forte que mesmo perdendo seus bens e suas propriedades do ato da prisão conseguiu com muita luta ainda em vida reaver propriedades e se restabelecer financeiramente.
Como mencionado, Bárbara também possui participação na Confederação do Equador, porém de uma forma menos intensa do que na Revolução Pernambucana, ela financia seus filhos e os participantes dessa segunda tentativa de independência vinda do Nordeste do Brasil, e com alguns componentes que já vinham desde a Revolução de 1817. Durante a dita Revolução ela segue para sua fazenda de nome Alecrim no Piauí.
Bárbara de Alencar faleceu em 1832 em sua fazenda no Piauí aos 72 anos. Após conhecer toda a força e empoderamento feminino de Bárbara em um período histórico em que ser mulher era tão limitador, cabe afirmar que ela deu exemplo para muitas outras mulheres que viriam a lutar pelo Brasil. Além disso, Bárbara como uma personagem histórica importante da história foi acometida por narrativas históricas machistas que privilegiam os heróis homens legando as heroínas ao esquecimento e a lugares inferiores na história reduzindo sua participação, assim como fizeram com Bárbara, pois então, colocá-la em evidência faz parte de um verdadeira reparação histórica.

## Mulheres e sua participação nas lutas de independência
Acerca do processo de Independência do Brasil, a historiografia continuamente segue o padrão de invisibilizar mulheres, para tal engendram a narrativa de não conceber o devido mérito, ao reconhecer  a participação e importância destas figuras femininas nesse processo, como em tantos outros. Em um período anterior as problematizações historiográficas trazidas a partir do movimento feminista, cabe inferir uma percepção de que a história de amplo conhecimento popular foi escrita a partir de um ponto de vista estritamente elitista. Homens brancos e de classe alta tomavam conta das narrativas historiográficas, sendo sempre colocados como protagonistas e qualquer outra personalidade atuante que não fosse pertencente a este restrito grupo deixava de ser retratado e tinha sua narrativa invisibilizada.
Subsumido a esta problemática, vale destacar a figura de Bárbara de Alencar, possuidora de  uma importante atuação no processo de emancipação do Brasil e hoje lembrada como símbolo de resistência e força feminina. Esse reconhecimento veio após muita reivindicação e no caso de Bárbara há o ponto de que apesar do gênero, foi uma mulher branca que veio de uma importante família no sertão e detinha bens. Dito isso, cabe pensar em outras mulheres que também fizeram parte desse processo de independência no Brasil. Recorrendo a uma breve sondagem historiográfica, é possível encontrar nomes muito conhecidos como Maria Quitéria, que se vestiu de homem para poder participar ativamente nas batalhas da independência no século XIX, mesmo sendo proibida por seu pai e na época em que viveu, mulheres no campo de batalha era algo incomum e inapropriado na visão geral.
É imprescindível destacar a personalidade histórica, da mineira Hipólita Jacinta Teixeira de Melo, que participou da Conjuração Mineira ainda no século XVIII. Por outra perspectiva, se pelo simples fato de ser mulher já colabora para o esquecimento e invisibilização histórica, pode-se ampliar a problemática ao pensar na narrativa histórica  de Maria Felipa de Oliveira, mulher negra e da classe trabalhadora que participou ativamente durante a guerra de Independência da Bahia e precisa ser lembrada quando falamos de mulheres durante a luta pela independência.
Por fim, pode-se inferir que as personalidades citadas no decorrer do presente texto  são alguns exemplos de mulheres que participaram durante o processo de independência no Brasil, de quem temos registro, e fugiam da ideia de submissão que muitas vezes era só o que lhes era permitido. Salienta-se, que mediante investimento em pesquisas científicas o número de mulheres que participaram do processo de luta pela independência do Brasil, pode vir a aumentar significativamente, visto que estas não foram as únicas. As recentes pesquisas para encontrar fontes documentais que mostram a história dessas e tantas outras mulheres que ainda não temos conhecimento, objetivando o resgate para assim representá-las da forma devida, é um trabalho que deve ser feito diariamente e tratado com importância. É preciso lembrar que, sim, as mulheres estavam lá e desempenhando papéis de relevância.

## Bárbara de Alencar e a Revolução do Crato
Que Bárbara de Alencar foi uma personagem importante para o imaginário regional nordestino e representa, até hoje, uma mulher revolucionária e que não se deixou abater pelo protagonismo político masculino, já sabemos. Mas o que Bárbara representa para a Revolução do Crato (Ceará) e cenário para a luta da mulher até hoje lembrada como a primeira presa política do Brasil? Bem, primeiramente urge ressaltar que a Revolução, ou Insurreição, do Crato acontecia sob o contexto da Revolução Pernambucana de 1817, que espalhara seus ideais sociopolíticos por diversas partes do nordeste brasileiro. A partir disso, a Proclamação da República do Crato aconteceu no dia 04 de maio de 1817 e marcava o início de um levante que duraria, no total, oito dias.
A independência e a luta por emancipação não definiam Bárbara de Alencar apenas no aspecto de sua vida pessoal; sua participação na vida pública brasileira ia na contramão de interesses políticos do regime monárquico, o que por si só aponta para a justificativa do simbolismo heroico que permeia seu nome até hoje. É pela frente liderada por Bárbara e sua família que a população cratense se inflama contra o regime vigente, de tal modo que a movimentação já chegou a ser chamada de Revolução dos Alencares. A Revolução de 1817 ainda é considerada uma das mais ousadas e radicais tentativas de enfrentamento vividas pela monarquia portuguesa. Ter a representação de uma mulher em sua organização permite alargar a discussão das lutas por independência no Brasil sob outra perspectiva.
Desde cedo, Bárbara de Alencar teve contato com os ideais políticos que circulavam pela Europa, especialmente através do naturalista Manoel de Arruda Câmara, isto é, sua forte posição política já vinha sendo construída. Mais tarde, Bárbara, por vezes, serviria de anfitriã para reuniões ocorridas ao longo do levante. Embora haja uma escassez documental que dificulte a larga discussão sobre sua atuação prática, é fundamental entender que isso deriva de uma lacuna dentro da própria pesquisa: captar uma perspectiva não-masculina dentro de movimentos revolucionários.
Embora tenha tido curta duração, os efeitos do movimento político demoraram para serem dissipados, deixando fortes representações até os dias atuais. Outro fato a ser apontado é o de que Bárbara é mãe de José Martiniano Pereira de Alencar, uma das principais figuras da Revolução do Crato. A matriarca foi levada por este ao Ceará, onde participaria ativamente da Revolução de 1817. Considerando a reação violenta da Corte ao levante, foi nesse contexto que Bárbara de Alencar acabaria presa entre os cerca de duzentos presos políticos envolvidos na causa. Dito isso, embora saibamos que o financiamento dado por Bárbara à Revolução de Pernambuco e à Confederação do Equador tenha sido essencial, é no levante do Crato que a história e a memória de Bárbara de Alencar se perpetuam no contexto da participação feminina em processos de luta por independência.

## Na poesia
Em 1980 o escritor Caetano Ximenes de Aragão publicou o épico livro-poema Romanceiro de Bárbara sobre a Confederação do Equador com ênfase na saga desta heroína em 77 poesias, recentemente reeditado pela secretaria de cultura do Ceará sob a coleção Luz do Ceará.

## Bárbara: a heroína da pátria - projeto de lei n. 522/2011
A inclusão de Bárbara de Alencar no livro de Heróis e Heroínas da Pátria, que antes possuía apenas como personagens os heróis da pátria, veio a partir de uma de suas descendentes, a então deputada federal Ana Arraes, através de um projeto de lei que visa enaltecer sua ancestral e trazer visibilidade para a importância de suas ações durante o processo de independência no Brasil. Hoje em dia o Livros de Heróis e Heroínas da Pátria conta com mais de 40 nomes no total, em sua maioria homens. A inclusão de Bárbara no local onde é reservado para figuras heróicas na história do Brasil é uma forma de reconhecimento por ações que em sua época lhe renderam apenas o título de traidora e fizeram com que fosse aprisionada.
A intitulação deste projeto que a partir de Bárbara de Alencar foi abrindo espaço para o reconhecimento de outras heroínas da pátria chama-se Projeto de Lei n. 522/2011, de autoria da ex-deputada Ana Arraes e atual vice Presidente do Tribunal de Contas da União (TCU), que "Inscreve o nome de Bárbara Pereira de Alencar no “Livro dos Heróis da Pátria”, depositado no Panteão da Liberdade e da Democracia, em Brasília".

## Homenagens

Selo filatélico comemorativo personalizado que registra a inscrição de Bárbara de Alencar no Livro dos Heróis da Pátria.

- Em 11 de fevereiro de 2005, foi lançada pelo Centro Cultural Bárbara de Alencar a “Medalha Bárbara de Alencar”. Anualmente, três mulheres, sempre no dia 11 de fevereiro serão agraciadas com o prêmio por suas ações junto a sociedade.[18]
- O centro administrativo do Governo do Ceará é batizado de Centro Administrativo Bárbara de Alencar.
- Em Fortaleza existe estátua da heroína situada na Praça da Medianeira na Avenida Heráclito Graça próxima ao Ginásio Paulo Sarasate.
- Em 2008, o compositor cratense Abidoral Jamacaru lançou um álbum intitulado Bárbara, homenageando Bárbara de Alencar.
- O pintor Ernane Pereira é o autor das imagens postadas nesta página. (2009).
- Pela Lei 13.056 de 22 de Dezembro de 2014 teve o seu nome inscrito no Livro dos Heróis da Pátria, depositado no Panteão da Pátria e da Liberdade Tancredo Neves, em Brasília.
- A Fundação Demócrito Rocha produziu uma série de documentários sobre os cearenses, e Bárbara de Alencar foi a segunda personagem histórica a ser homenageada.

## Legado político
Em seu amplo legado político, Bárbara de Alencar é lembrada como a figura de uma mulher comprometida com a causa libertária, possuindo importante participação em eventos com esse caráter no nordeste brasileiro. Embora sua história tenha sido omitida dos livros durante muito tempo, com recentes trabalhos de pesquisa histórica sobre os feitos de Bárbara estão sendo cada vez mais difundidos e utilizados como referência na luta feminina na política. Atualmente, Bárbara é tida como a primeira presa política do Brasil, símbolo do pioneirismo político-social que lançou bases para futuras inserções de mulheres na política e conquista de direitos para elas. As recentes notícias da perpetuação da personalidade histórica de Bárbara, tange às comemorações e eventos que celebram conquistas femininas, dentro e fora da política.